# Педру II (император Бразилии)
Педру II (порт. Pedro II, полное имя Педру ди Алкантара Жуан Карлуш Леополду Салвадор Бибиану Франсишку Шавьер ди Паула Леокадиу Мигел Габриэл Рафаэл Гонзага ди Браганса и Аустрия, порт. Pedro de Alcântara João Carlos Leopoldo Salvador Bibiano Francisco Xavier de Paula Leocádio Miguel Gabriel Rafael Gonzaga de Bragança e Áustria, известный также под прозвищем «Великодушный» (порт. O Magnânimo), 2 декабря 1825, Рио-де-Жанейро, Бразильская империя — 5 декабря 1891, Париж, Третья Французская Республика) — второй и последний император Бразилии из Браганской династии в течение более 58 лет с отречения его отца Педру I Освободителя в 1831 году вплоть до провозглашения республики в 1889 году.

## Ранние годы

### Рождение и первые годы

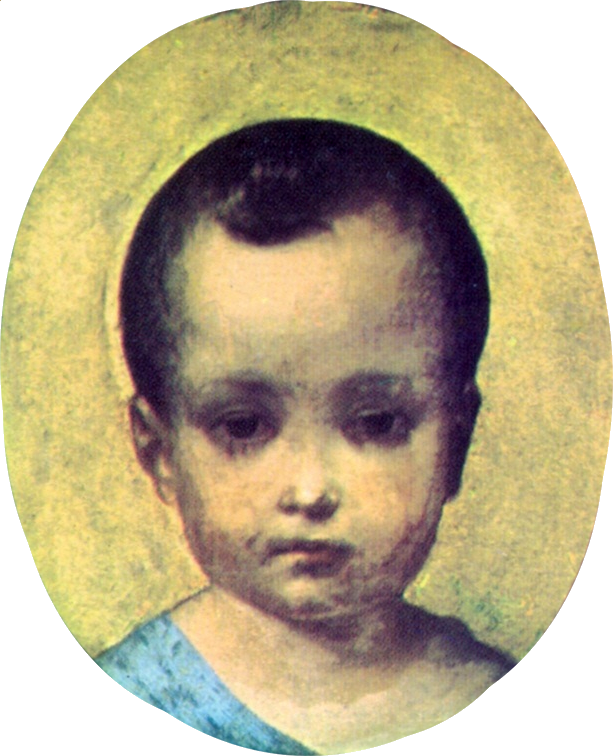
Портрет Педру в возрасте 10 месяцев

Будущий император Педру II родился в 2 часа 20 минут 2 декабря 1825 года во дворце Сан-Кристован в Рио-де-Жанейро, столице недавно провозглашённой Бразильской империи. В честь святого Петра Алькантрийского младенца назвали Педру ди Алкантара Жуан Карлуш Леополду Салвадор Бибиану Франсишку Шавьер ди Паула Леокадиу Мигел Габриэл Рафаэл Гонзага ди Браганса и Аустрия (порт. Pedro de Alcântara João Carlos Leopoldo Salvador Bibiano Francisco Xavier de Paula Leocádio Miguel Gabriel Rafael Gonzaga de Bragança e Áustria). Через своего отца, императора Педру I, принц принадлежал к бразильской ветви португальского королевского дома Браганса, ветви французской династии Капетингов, которая получила власть в Португалии в 1640 году, и, соответственно, внуком португальского короля Жуана VI. Его матерью была эрцгерцогиня австрийская Мария Леопольдина из династии Габсбургов, дочь Франца II, последнего императора Священной Римской империи. Через неё Педру был племянником Наполеона Бонапарта и двоюродным братом императора Франции Наполеона II, императора Австро-Венгрии Франца Иосифа I и императора Мексики Максимилиана I.

Свадьба Педру I и Амелии Лейхтенбергской. Рядом с ним его дети от Марии в порядке старшинства: Педру, Жануария, Паула и Франсишку, отсутствуют Мигел, Жуан и Мария. Картина Жан-Батиста Дебре

Как единственного законного сына императора, пережившего младенчество, Педру-младшего официально признали наследником престола Бразильской империи с титулом «Принц Империи» 6 августа 1826 года. 11 декабря скончалась его мать, Мария Леопольдина. Это случилось через несколько дней после того, как она родила мертвого сына. Педру на тот момент едва исполнился год. После смерти супруги Педру-старший сильно страдал, поскольку, вероятно, считал, что сам довёл её до смерти[значимость факта?]. Два с половиной года спустя он женился на Амелии Лейхтенбергской, дочери Евгения Богарне, пасынка уже свергнутого Наполеона Бонапарта, до этого неоднократно получив отказы от принцесс многих европейских домов. По словам канадского историка-латиноамериканиста Родерика Бармана, Амелия любила его и его детей от первого брака и обеспечивала столь необходимое чувство «нормальности отношений» как для членов семьи, так и для «внешних глаз». По словам разных биографов Педру II, у него сложились нежные отношения с этой женщиной, которую он считал своей новой матерью. Желание Педру I восстановить свою дочь Марию на португальский престол, который узурпировал его брат Мигел, а также общее снижение политического влияния династии привели к его неожиданному для политических элит Бразилии отречению от престола примерно в три часа ночи[значимость факта?] 7 апреля 1831 года. Вместе с супругой он немедленно отправился в Европу, передав престол принцу Педру.

### Период регентства
Покинув страну, Педру I оставил трёх человек, которые должны были приглядывать за его сыном и оставшимися в стране дочерьми — Женуарией, Паулой и Франсишкой. Первым из них был Жозе Бонифасиу де Андрада и Силва, его друг и влиятельный лидер во время борьбы за независимость Бразилии, которого Педру назначил опекуном принца. В своё время он был то врагом, то ближайшим другом подавшего в отставку императора. Вторым из назначенцев была Мариана ди Верна, которая занимала пост гувернантки с момента рождения Педру II. По словам бразильского историка Педру Калмуна, в детстве принц называл её «дадама», поскольку не мог запомнить и правильно произнести слово дама. Биографы пишут, что по данному прозвищу он к ней обращался и в более взрослом возрасте из-за привязанности, считая своей суррогатной матерью. Третьим человеком стал чернокожий ветеран аргентино-бразильской войны Рафаэль, служащий во дворце Сан-Кристован. Педру старший глубоко доверял Рафаэлю и перед уходом попросил его во что бы то ни стало защитить сына. Ветеран дал слово сделать всё возможное для этого и держал его всю оставшуюся жизнь.
В декабре 1833 года регенты уволили Бонифасиу и заменили его другим опекуном. При регентском совете состояло большое количество ультралибералов, которые противились возвращению Педру II, а Бонифасиу планировал организовать его как можно скорее. В качестве замены парламент назначил Мануэла Анраде, маркиза Итаньяэна, который считался покорным и легко манипулируемым человеком. Общий надзор за образованием Педру II выпал на долю брата Мануэла Мариана, который лично взял на себя обучение ребёнка латыни, религии и математики. Он был одним из немногих людей вне своей семьи, к которым Педру II очень привязался. Как и его отец, молодой император целыми днями учился и лишь два часа в сутки уделял развлечениям. Биографы характеризуют его как одарённого от природы и поэтому легко усваивавшего новые знания мальчика. В возрасте пяти лет он умел читать и писать на португальском языке. Когда Педру стал императором, среди его наставников было уже несколько профессоров, в том числе Таунай Феликс и Луис Алвес ди Лима и Силва (сын регента Франсишку ди Лима и Силва), которые преподавали французский язык и фехтование соответственно. С обоими Педру сдружился и обоими откровенно восхищался. Последнего в дальнейшем он и вовсе назначил премьер-министром страны. Часы учёбы были напряжёнными, и подготовка к будущей роли монарха большой державы требовала немалых усилий. У Педру было немного друзей его возраста и ограниченный контакт с сестрами. Преподаваемые дисциплины отличались высоким разнообразием, от языков, истории, философии, астрономии, физики, географии и музыки до охоты, конного спорта и фехтования. Всё это, вкупе с ранней потерей родителей (Педру старший скончался в Португалии от туберкулёза 24 сентября 1834 года в 14:30 по местному времени) сделало Педру младшего несчастным и одиноким ребёнком. Среда, в которой он вырос, превратила императора в застенчивого библиофила, который искал в книгах утешения и убежища от реального мира.

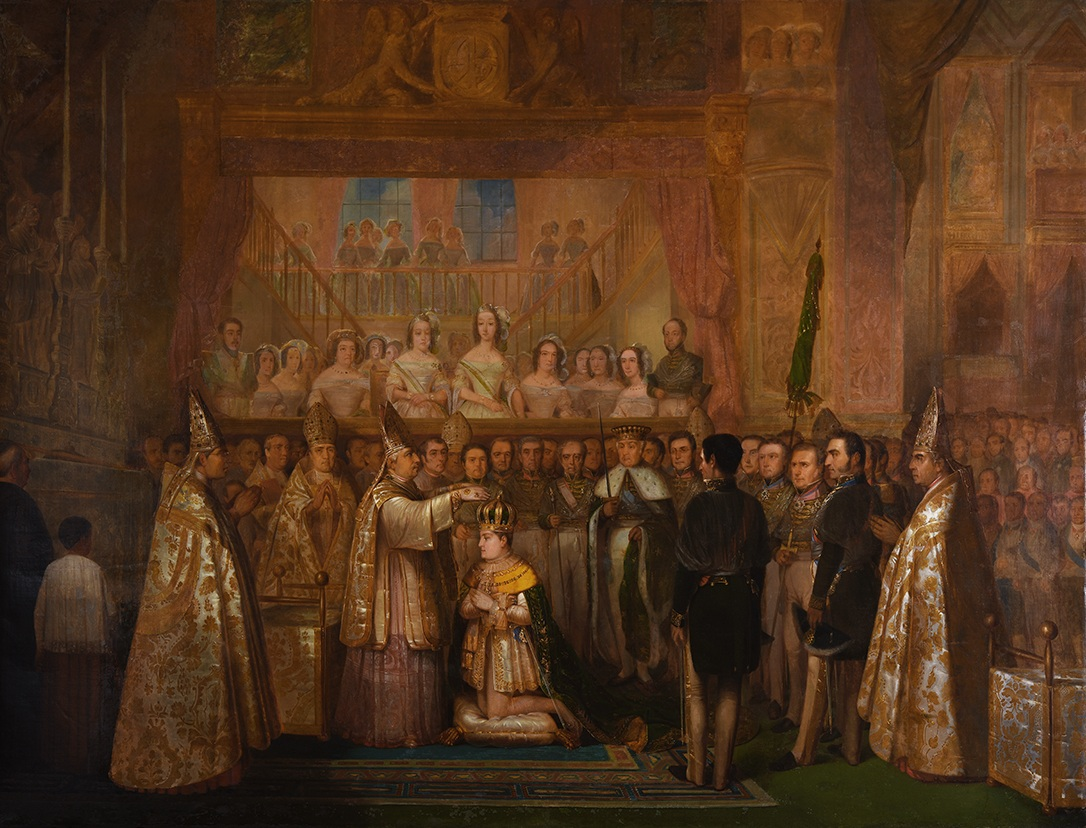
Коронация дона Педру II

С 1835 года в стране обсуждалась возможность понижения возраста совершеннолетия, чтобы молодой император мог как можно скорее приступить к своим обязанностям, будучи морально уже готовым к этому. Столь раннее восхождение императора Педру на престол привело к мучительному для страны периоду бесконечного кризиса власти. Регентский совет, официально управлявший от его имени, с самого начала раздирали споры между политическими фракциями, из-за чего по всей стране происходили мятежи и восстания. В большинстве случаев провинции требовали независимости и не добивались большого успеха. Исключением стала война Фаррапус, которая началась как ещё один мелкий спор между политическими фракциями в провинции Риу-Гранди-ду-Сул, который быстро перерос в крупное сепаратистское восстание, финансируемое диктатором Аргентины Хуаном Мануэлем де Росасом. Однако даже в ходе этого восстания большая часть населения провинции и её крупные города остались верны империи. Политики, которые пришли к власти в 1830-х годах, не могли привнести ничего нового, поскольку оказались в ловушке бесконечных споров. По словам Бармана, к 1840 году они «потеряли всякую веру способность самостоятельно управлять страной, а Педру приняли за авторитетную фигуру, которая была просто необходима ей чтобы выжить». На предложение политиков принять на себя всю полноту власти, 14-летний Педру застенчиво согласился. На следующий день, 23 июля 1840 года Генеральная Ассамблея Бразилии провозгласила, что он вошёл в возраст и готов стать императором и править самостоятельно. 18 июля 1841 года, через год, Педру официально короновали и освятили как конституционного императора Педру II.

## Начало самостоятельного правления

### Брак и укрепление имперского авторитета

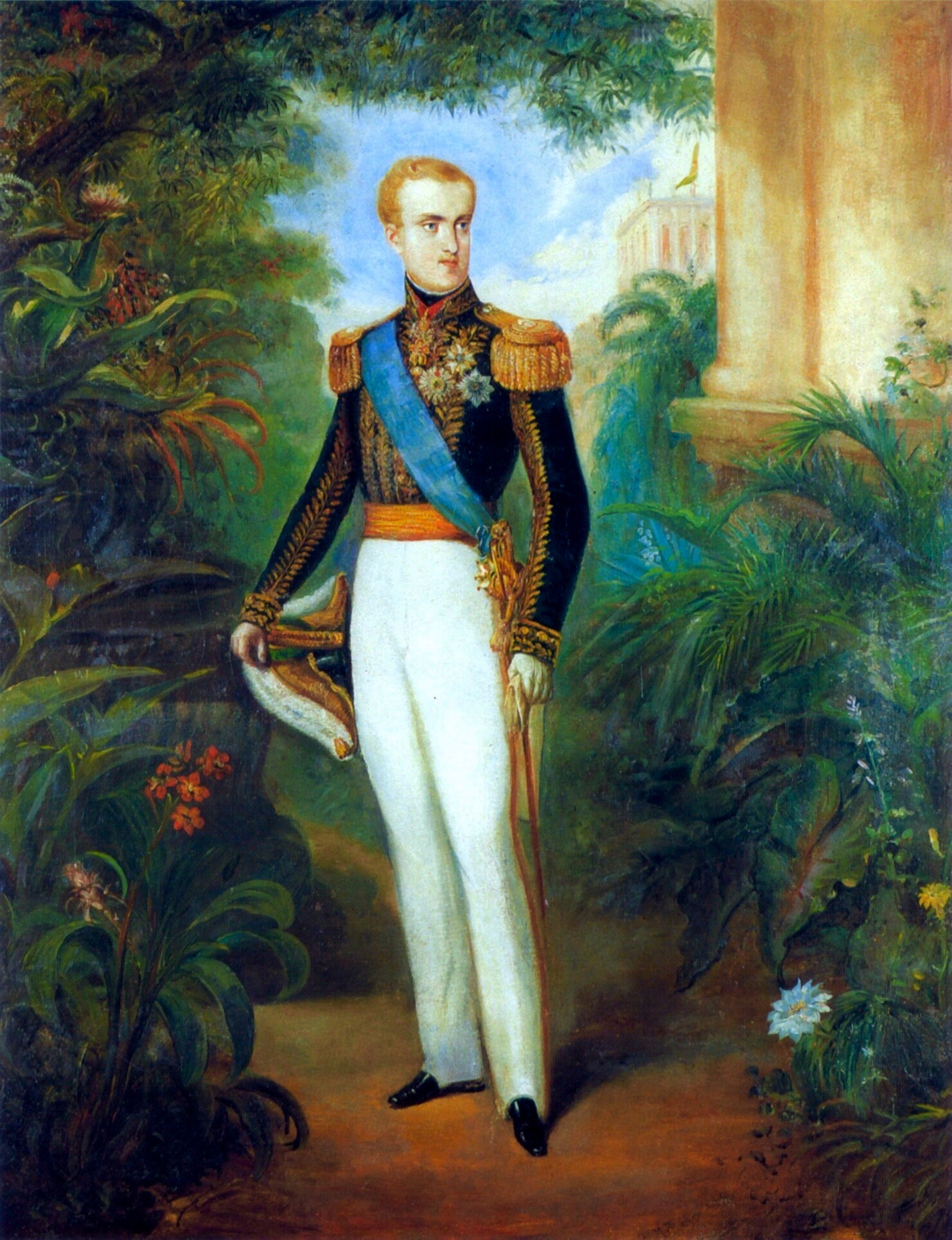
Педру II в 1846 году в возрасте 20 лет. Картина Иоганна Морица Ругендаса

Ликвидация регентского совета окончательно стабилизировала страну. В отличие от его регентов, самого Педру считали законным правителем Бразильской империи. Из-за его положения повиновение властителю было важнее местных споров и пристрастий отдельных личностей. Однако он оставался ребёнком, застенчивым и незрелым. Его характер был сформирован в детстве из-за интриг и предательств, которые усугублялись одиночеством и фактическим отсутствием общения со сверстниками. Тем не менее, «за кулисами» чиновники продолжали плести интриги. Группа придворных императора во главе с Аурелиано Коутиньо (который позже был назначен виконтом Сепетибы) смогла стать самой влиятельной в правительстве императора. Они искусно использовали доверчивого императора против своих реальных и предполагаемых врагов.
Благодаря деятельности правительства, Педру II смог заполучить руку и сердце Терезы Кристины, принцессы королевства обеих Сицилий, с которой он вступил в брак по договорённости в Неаполе 30 мая 1843 года. Биографы отмечают, что при личном знакомстве император был заметно разочарован. Она была несколько полновата, а лицом и не красива, и не уродлива, а скорее обычна. Барман отмечает, что Педру не пытался скрыть своё разочарование. По его словам, один из присутствующих на мероприятии позднее вспоминал, что император повернулся к избраннице спиной. Другой же описывает его как максимально потрясённого человека, который просил придвинуть ему стул. Биографы отмечают, что в тот вечер он плакал и жаловался Мариане де Верна: «Они обманули меня, Дадама». Потребовалось несколько часов, чтобы убедить его в том, что долг требует от него идти под венец. На следующий день, 4 сентября состоялась брачная месса с утверждением ранее принятых по договорённости клятв и дарением брачного благословения.
В конце 1845 — начале 1846 года император совершил поездку по южным провинциям Бразилии, пройдя через Сан-Паулу, частью которого в то время была Парана, Санта-Катарину и Риу-Гранди-ду-Сул. Барман отмечает, что во всех провинциях его приветствовали очень тепло, благодаря чему он был очень воодушевлён. К тому времени император повзрослел физически и морально. Он был крепким молодым мужчиной ростом в 190 сантиметров, с голубыми глазами и светлыми волосами. В стране его считали красивым. По мере взросления его слабости исчезли, сильные стороны характера вышли на первый план. По словам Бармана он был прилежным, вежливым, беспристрастным, терпеливым и представительным. По словам учёного, Педру сдерживал свои эмоциональные всплески и был хорошо дисциплинирован, «никогда не был груб, никогда не выходил из себя и был исключительно осторожен в словах и действиях». На этот же период пришёлся конец фракции придворных интриганов. Педру начал в полной мере пользоваться дарованной ему по праву рождения властью и удалил из своего ближайшего окружения многих неблагонадёжных людей, избегая нарушений общественного порядка.

### Отмена работорговли и война с Аргентиной

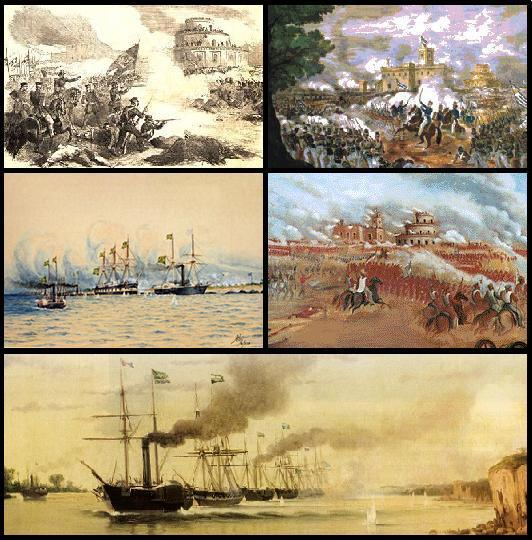
По часовой стрелке, начиная с левого верхнего угла — 1-я бразильская дивизия при Касеросе; уругвайская пехота оказывает помощь Энтре-Риосской кавалерии в битве при Касеросе; кавалерия Уркисы бросается в атаку; проход через Тонелеро; начало прохода через Тонелеро

Между 1848 и 1852 годами Бразилия столкнулась с тремя значительными кризисами. Однако первым его важным делом как самостоятельного правителя стало противостояние незаконному ввозу рабов. Ещё в 1826 году работорговля в рамках договора с Британской империей была запрещена, однако торговля людьми не утихала. В 1845 году британское правительство приняло Абердинский акт, который разрешил британским военным судам атаковать корабли бразильцев, замешанные в контрабанде рабов. Пока бразильское правительство боролось с этой проблемой, 6 ноября 1848 года вспыхнул мятеж, известный как «Революция Прайэйра», который был конфликтом между местными политическими фракциями в провинции Пернамбуку. К марту следующего года он был подавлен. 4 сентября следующего года был обнародован закон Lei Eusébio de Queirós. Он предоставил правительству страны широкие полномочия в борьбе с контрабандой рабов. С помощью этого инструмента Педру решил отказаться от ввоза рабов. В 1852 году кризис был преодолён, а Британия признала, что Педру выполнил свою часть сделки, заключённой его отцом, и разобрался с контрабандистами.
Однако следом в стране грянул ещё один кризис, связанный с конфликтом с Аргентинской конфедерацией. Причиной был вопрос господства над территориями, которые прилегали к эстуарию Рио де ла Плата и свободного судоходства по этому водному пути. С 1830-х годов диктатор Аргентины Хуан Мануэль де Розас поддерживал повстанческие движения в Уругвае и Бразилии. Только в 1850 году Бразилия смогла противостоять угрозе, исходящей от него. Был заключён союз между Бразилией, Уругваем и некоторыми аргентинцами, разочарованными правлением диктатора. Это привело к Лаплатской войне, итогом которой стало свержение Розаса в феврале 1852 года. По мнению Бармана, победа в войне стала во многом заслугой императора, «чьё хладнокровие, целеустремлённость и грамотная расстановка приоритетов оказались незаменимы».
Успешное преодоление кризиса значительно повысило стабильность и престиж страны, и Бразилия превратилась в мировую державу. На международном уровне европейцы начали рассматривать это государство как воплощение знакомых либеральных идеалов: свободы печати и конституционного уважения гражданских свобод. Бразильская парламентская монархия также резко контрастировала с сочетанием диктатуры и нестабильности, характерным для других стран Южной Америки в этот период.

### Экономическое развитие

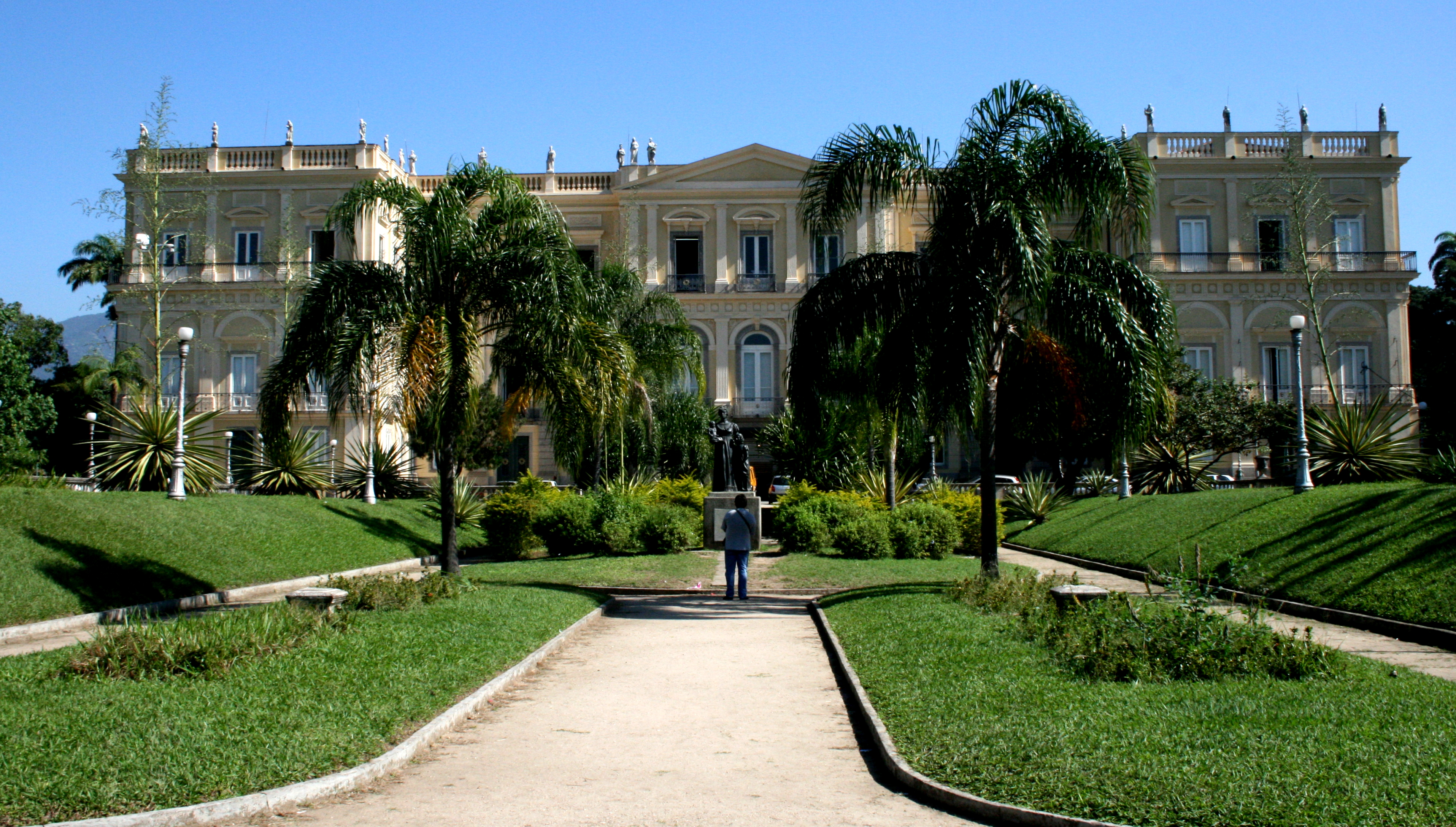
Дворец Кинта-да-Боа-Виста, в котором проживал император Педру

К началу 1850-х годов Бразилия стала самой экономически развитой и внутренне стабильной страной континента. Под руководством премьер-министра Онориу Эрмету Карнейру Леана, который тогда был виконтом, а после стал маркизом Парана, император выдвинул собственную амбициозную программу, состоящую из двух глав: примирение и материальное развитие. Реформы Педру II были направлены на снижение политической приверженности элит определённым людям и мотивам деятельности, а также на развитие инфраструктуры и экономики страны. На её территории были построены железные дороги, электрические телеграфы, а гражданский флот пополнился значительным количеством пароходов, что позволило объединить разрозненную ранее нацию в единое целое. По словам Бармана, и в Бразилии, и за рубежом сложилось мнение, что всё это стало возможно благодаря вдумчивому правлению монарха.
Педру не был ни властвующим, но не правящим монархом в классическом британском стиле, ни самодержцем как русские императоры, а правил при сотрудничестве с избранными политиками и при поддержке населения. Активное присутствие Педру на политической сцене страны было важной частью структуры правительства, в которое также входили кабинет министров, палата депутатов и сенат. Последние два при этом объединялись в Генеральную ассамблею. Руководство курсом, по которому шло развитие страны, Педру использовал как важный инструмент влияния на власть, однако при этом он никогда не становился единоличным правителем, без которого вся система рухнула бы. В ходе дебатов Педру сохранял хладнокровие и руководствовался принципами развития страны, избегая навязывания своей воли на политической арене.
Наиболее заметных успехов на политической арене Педру смог достигнуть благодаря своей неконфронтационной и «кооперативной» манере ведения дел, с которой он подходил как к проблемам с гражданами, так и к проблемам с оппозиционными политическими фигурами. По словам Бармана, император был удивительно терпимым человеком, редко обижался на критику, не давил оппозицию и снисходительно относился к некомпетентности. Он не обладал конституционными полномочиями, чтобы заставить правительство принять свои инициативы, однако благодаря такому подходу оно успешно выполняло его поручения, а выстроенная им и его отцом система также успешно функционировала. Тем не менее, иногда законодательные органы отказывали Педру в реализации идей, однако он никогда не спорил с ними и не пытался добиться принятия тех законов, которые в совете и сенате называли пагубными для страны. Барман отмечает, что большинство политиков положительно оценивали его роль в руководстве страной. Многие из них помнили период регентства, когда отсутствие императора, который мог бы поставить себя выше мелких личностных интересов и успокоить смутьянов привело к многолетним раздорам между политическими фракциями. Именно поэтому, по словам Бармана, у них было сформировано убеждение, что Педру II просто незаменим для сохранения мира и процветания в стране.

## Личная жизнь и увлечения

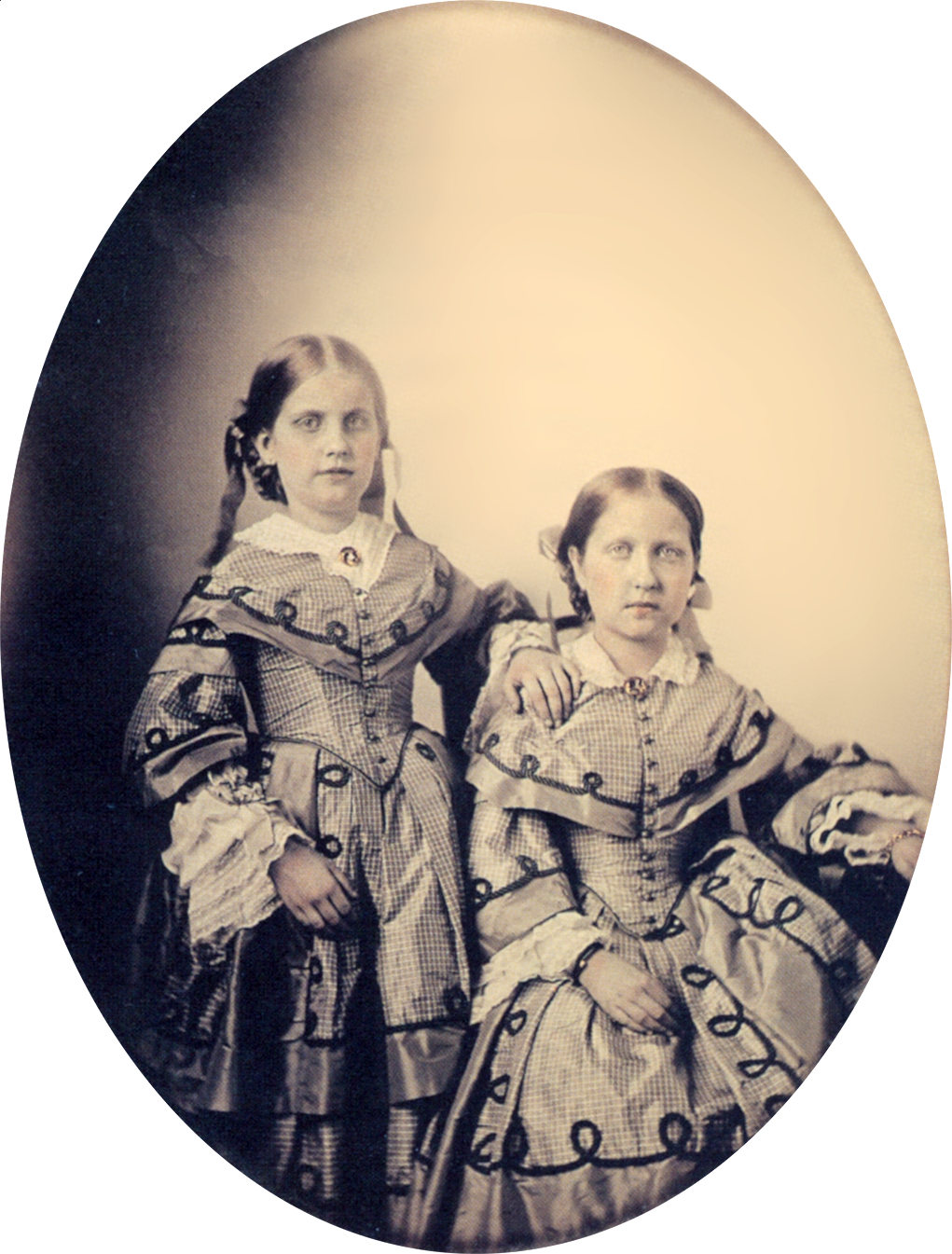
Две пережившие детство дочери монарха — Изабел и Леопольдина

Отношения в семье Педру и Терезы Кристины первоначально складывались очень плохо, однако с рождением первого ребёнка, Афонсу, они заметно потеплели. Позже в семье родилось ещё трое детей: дочери Изабел и Леопольдина, а также сын Педру с разницей в год — в 1846, 1847 и 1848 годах соответственно. Мальчики умерли в детском возрасте, что сильно сказалось на взглядах императора. Хотя монарх любил старшую дочь Изабел, он, видимо, считал, что если она взойдёт на трон, империя не будет жизнеспособна из-за постоянной борьбы между фракциями, и чувствовал, что преемник должен быть мужского пола. С каждым годом Педру всё больше понимал, что система правления выстроена на его авторитете, и без него империя рухнет. Обе дочери монарха получили отличное образование, но их совершенно не готовили к управлению страной, а после того, как они повзрослели, Педру отстранил дочерей от государственного аппарата.
Примерно в 1850 году Педру стал изменять своей жене и завёл несколько романов на стороне. Наиболее известным и прочным из них стал роман с Луизой Маргаридой де Баррус Португал, графиней Барральской, отношения императора с которой были близки и романтичны, однако, видимо, не сексуальны. Они начались в ноябре 1856 года, когда она была назначена гувернанткой его дочери. Барман отмечает, что всю свою жизнь император питал надежду найти свою вторую половинку, поскольку чувствовал себя обманутым из-за необходимости брака с женщиной, с которой никогда не было страсти и любви. Это было яркой стороной его натуры, в которой сочетались две личности: усердный император и простой человек, который желал читать и заниматься науками.
Педру был трудолюбивым человеком и всегда соблюдал свой весьма требовательный распорядок дня. Обычно он просыпался около семи утра и не ложился раньше двух ночи. Практически всё своё время он занимался государственными делами, а немногие свободные часы тратил на изучение учёных книг. Большую часть своего дня император ходил в простом фраке чёрного цвета, брюках и галстуке. В особых случаях он всё же надевал дорогое платье, а почётные регалии — корону и мантию — надевал лишь два раза в год, на ежегодном открытии и закрытии генеральной ассамблеи. Тогда же он брал в руку скипетр. Соблюдения этих строгих стандартов Педру требовал от всех чиновников и даже депутатов. Он проводил строгий отбор государственных служащих, рассматривая каждого на предмет нравственности и морали. Он жил просто, и, чтобы подбить чиновников на такое же поведение, однажды заявил: «Бесполезные траты собственного капитала — это такое же воровство денег у народа». Балы и пиршества прекратились ещё в начале 1852 года. Его зарплата как императора оставалась неизменной с момента вступления на престол вплоть до окончания полномочий: 800 тысяч реалов в год.

### Покровительство культуре и науке

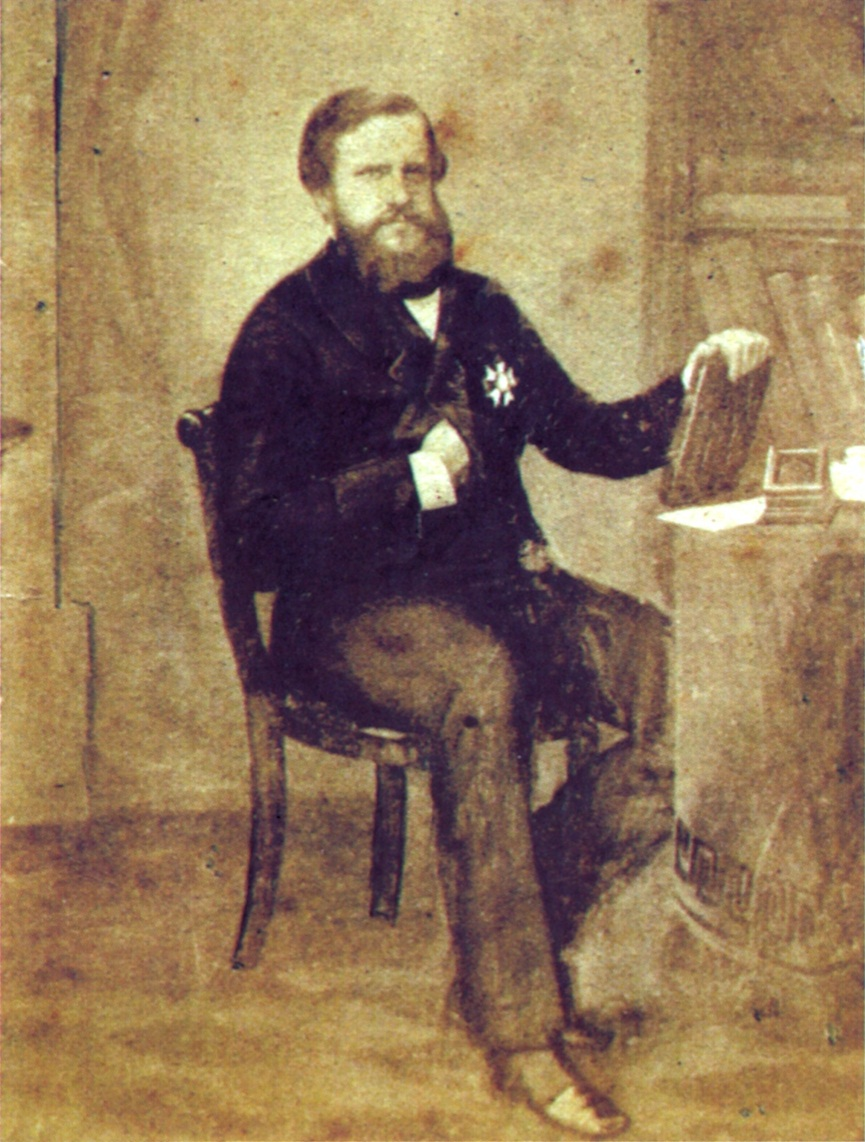
Педру II в 1858 году. Начиная с 1850-х видное место в его портретах отводится книгам, которые должны показывать его роль покровителя образования. Фотография Жана-Виктора Фронда

В 1862 году Педру отмечал в своём дневнике: «Я был рождён, чтобы посвятить себя культуре и науке». В книгах он нашёл убежище от гнетущих забот императора. Педру интересовался и в разной степени изучал многие науки и искусства: антропологию, историю, географию, геологию, медицину, право, религиоведение, философию, живопись, скульптуру, театр, музыку, химию, физику, астрономию, стихосложение, технологии и другие. К концу его правления в библиотеке дворца Сан Кристован насчитывалось три библиотеки и 60 тысяч книг. Педру проявил страсть к изучению языков, поскольку мог спокойно говорить и писать не только на португальском, но и на немецком, латыни, французском, английском, итальянском, испанском, греческом, арабском, иврите, санскрите, китайском, окситанском и тупи. Он стал первым бразильским фотографом, когда в марте 1840 года приобрёл дагеротипический фотоаппарат. Он основал в Сан-Кристоване две лаборатории: одна была посвящена фотографии, а другая — химии и физике. Кроме этого Педру построил для себя астрономическую обсерваторию.
Император считал доступное государственное образование крайне важным и ставил себя в пример ценности обучения. В своём дневнике он писал: «Если бы я не был императором, я бы хотел быть учителем. Я не вижу задачи более благородной, чем направлять молодые умы и готовить людей завтрашнего дня». В годы его правления был основан Бразильский имперский историко-географический институт для содействия обучению социальным и гуманитарным наукам с целью изучения и сохранения государственного наследия, а также национальная опера, Императорская музыкальная академия и колежиу Педру II, который послужил образцом для учебных заведений среднего образования по всей Бразилии. Император продолжал развитие Императорской академии художеств, построенной ещё его отцом. За свои личные деньги Педру предоставлял стипендии наиболее выдающимся бразильским студентам для обучения в лучших университетах, музыкальных консерваториях и художественных школах Европы. Он также профинансировал создание Института Пастера, помог собрать документы для начала строительства Фестивального театра имени Вагнера, а также вкладывал деньги в другие аналогичные проекты. Его усилия были признаны как на родине, так и за рубежом. Чарльз Дарвин как-то писал о нём: «Император так много делает для науки, что каждый ученый обязан выказывать ему величайшее уважение».
За свои заслуги в научной стезе Педру II был избран членом Лондонского королевского общества, Петербургской императорской академии наук, Королевской академии наук и искусств Бельгии и Американского географического общества. Он также был избран почётным членом Французской академии наук — третьим в истории из глав государств после Наполеона Бонапарта и Петра Великого. Он обменивался письмами с учеными, философами, музыкантами и другими интеллектуалами. Многие из корреспондентов его писем позже стали его друзьями, в том числе Рихард Вагнер, Луи Пастер, Луи Агассис, Джон Гринлиф Уиттьер, Мишель Эжен Шеврель, Александр Грэм Белл, Генри Уодсворт Лонгфелло, Артюр де Гобино, Фредерик Мистраль, Алессандро Мандзони, Алешандре Эркулану, Камилу Каштелу Бранку и Джеймс Кули Флетчер. По словам биографов Педру, его эрудицией после встречи с ним поражался и восхищался Фридрих Ницше. Виктор Гюго при встрече сказал императору: «Ваше Величество, вы великий гражданин, вы воистину достойны славы Марка Аврелия», а Алешандре Эркулану назвал его «принцем, который, по общему мнению, является передовиком своей эпохи благодаря своему одаренному уму и благодаря постоянному приложению этого дара к науке и культуре».

## Война Тройственного альянса

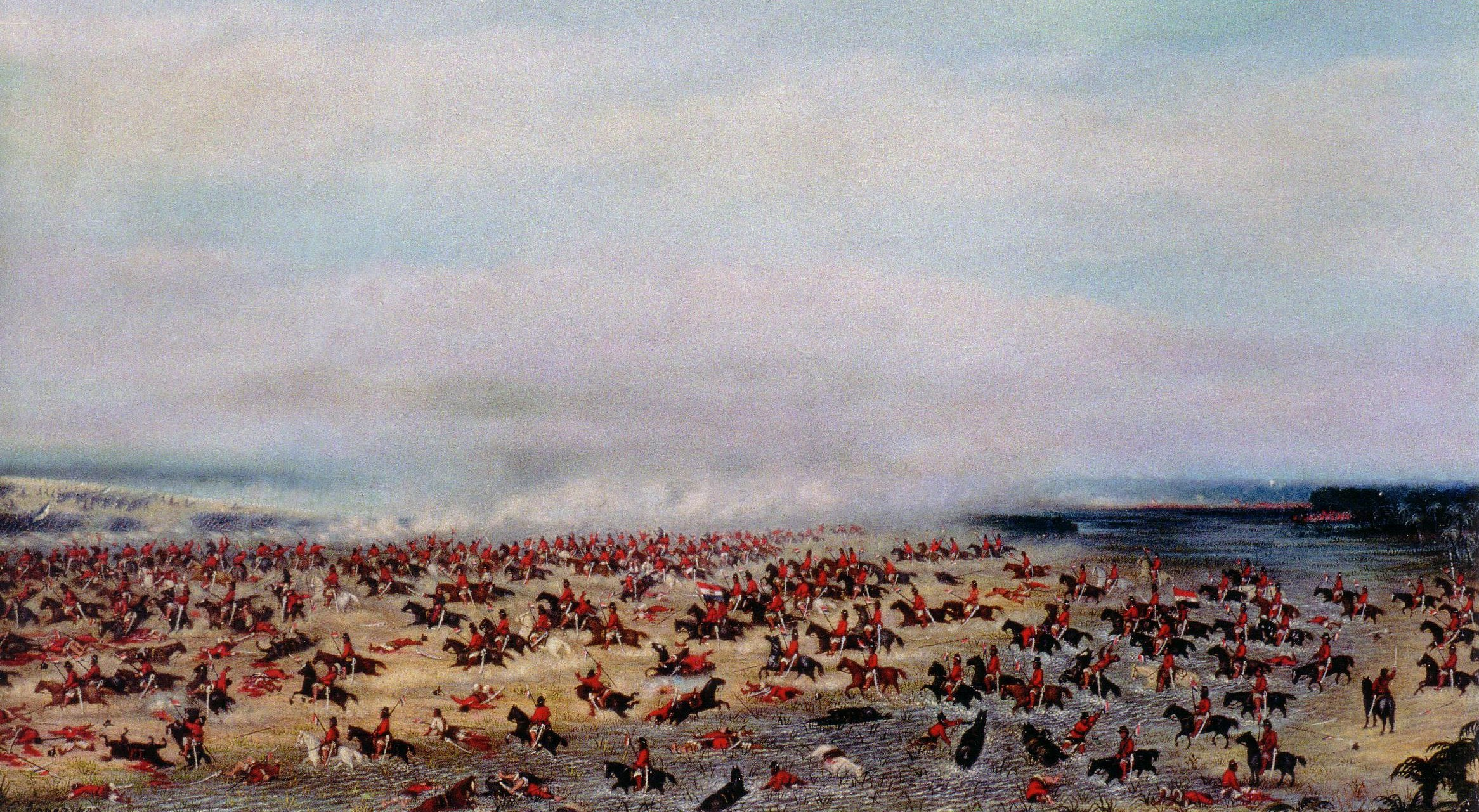
Битва при Туютти, самое кровопролитное сражение войны. Картина Кандидо Лопеса

Империя утратила восточный берег Рио-де-ла-Платы, на котором возникло государство Уругвай в 1828, но продолжала вмешиваться в дела этой республики. Богатый бразильский купец, Иринеу Эванжелиста ди Соза, имел там столь значительные финансовые интересы, что его компания фактически была государственным банком Уругвая. Другие бразильцы владели примерно 400 большими имениями (estancias), которые занимали около трети территории страны. Они протестовали против налогов, которые уругвайцы взимали при перегоне рогатого скота в Риу-Гранди-ду-Сул и из неё, поддерживая стороны в постоянной борьбе между уругвайскими политическими фракциями Колорадо и Бланко. Многие гаучо из Риу-Гранди-ду-Сул не признавали независимость Уругвая и постоянно призывали к вторжению.
В середине 1860-х годов императорское правительство тайно договорилось с властями Аргентины о замене режима Бланко в Уругвае на Колорадо. Бланкисты обратились к парагвайскому диктатору Франсиско Солано Лопесу (1862—1870), который боялся своих больших соседей и рассматривал угрозу Уругваю как угрозу себе. Маленькая страна Парагвай, не имевшая выхода к морю, имела самую большую армию в регионе: 64 тыс. солдат, по сравнению с бразильской армией в 18 тыс. В 1864 году Бразилия и Аргентина договорились действовать вместе в случае войны с Лопесом и сохранить режим Бланко. В сентябре 1864 года, не принимая во внимание, что Лопес может пойти на такой шаг, Бразилия послала войска в Уругвай. Обе стороны неверно оценили намерения и возможности друг друга. Парагвай отреагировал захватом бразильских судов на Рио-Парагвай и напал на провинцию Мату-Гросу. Солано Лопес, ошибочно ожидая помощи от настроенного против Буэнос-Айреса населения, послал значительные силы в Уругвай и Риу-Гранди-ду-Сул и втянул себя в противостояние как с Аргентиной, так и с Бразилией. В мае 1865 года эти страны и Уругвай во главе с Колорадо вступили в альянс, который поставил цель разделить спорную территорию Парагвая между соседями, открыть парагвайские реки для международной торговли и снять Солано Лопеса с поста президента. К сентябрю 1865 года союзники вытеснили парагвайцев из Риу-Гранди-ду-Сул и перенесли войну в Парагвай.

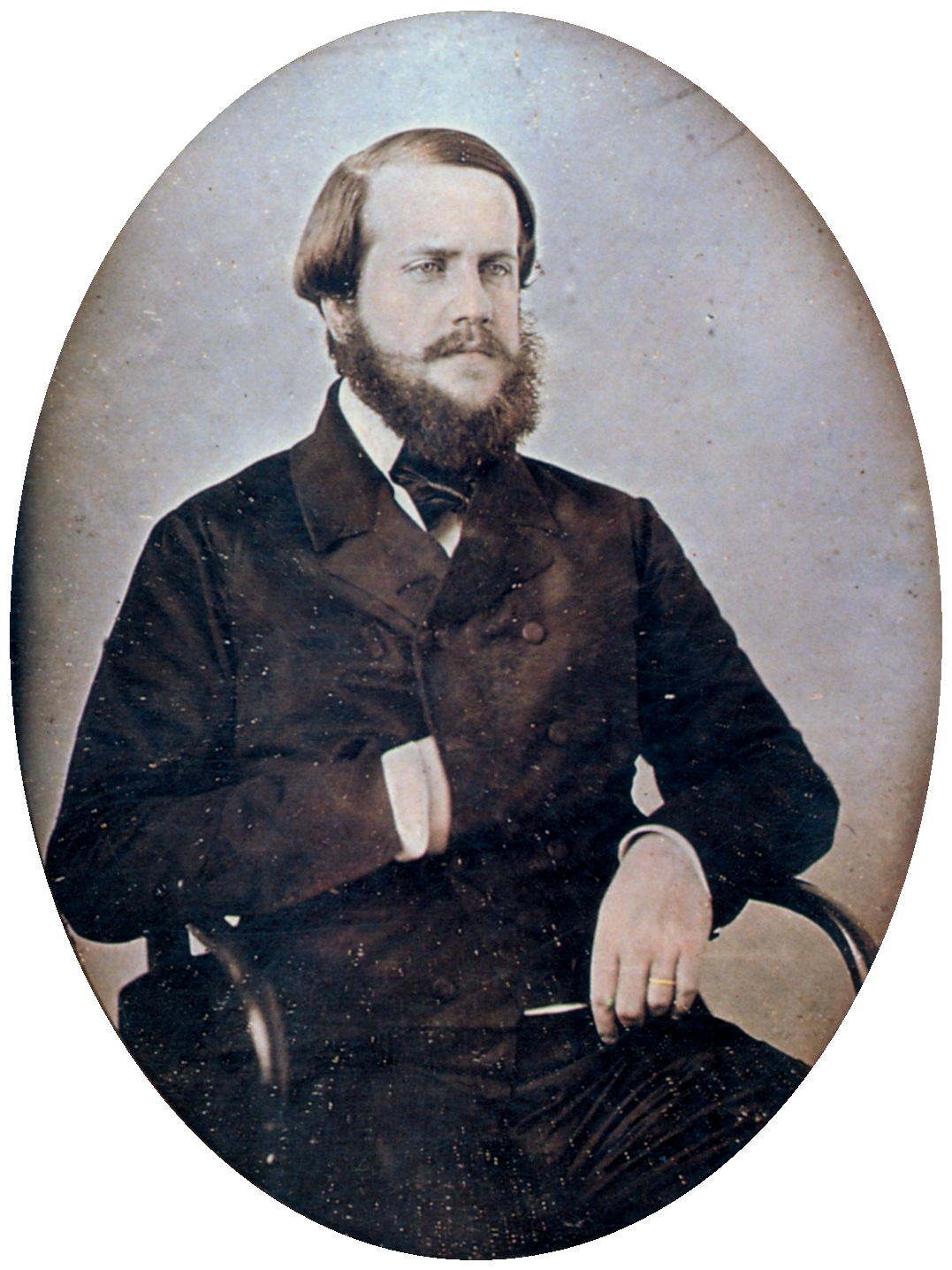
Педру II в 25-летнем возрасте.

В сентябре 1866 года, защищая свою родину, парагвайцы разбили союзников в Курупайте. Аргентинский президент Бартоломе Митре (1861—1868) отвёл большую часть войск домой, чтобы подавить протесты против своей военной политики, оставив бразильцев одних. Генерал Лима и Силва, герцог Кашиас, принял командование силами союзников и добился падения Асунсьона в начале 1869 года. Солано Лопес был расстрелян, а Парагвай оставался оккупированным до 1878 года.
Война оказалась столь затяжной по нескольким причинам. Во-первых, парагвайцы были лучше подготовлены и провели эффективное наступление в начале войны. Даже позднее, когда война перешла на их собственную землю, они имели преимущество в знании территории, подготовке обороны и лояльности населения. Во-вторых, бразильцам было нужно много времени, чтобы собрать силы, обеспечение которых стоило очень дорого. В-третьих, Аргентина, надеясь улучшить послевоенную ситуацию по сравнению с Бразилией, частично задерживала военные действия, чтобы ослабить империю.
Война имела важные последствия для Бразилии и области Рио-де-ла-Плата. Война оставила Бразилию и Аргентину один на один с разбитым Парагваем и зависимым Уругваем, в ситуации, которая вскоре превратилась в напряжённую конкуренцию с неоднократными вооружёнными столкновениями. Парагвай понёс тяжёлые потери от боевых действий и болезней, по оценкам они составляют 7/8 населения, экономически страна была отброшена далеко назад. В Бразилии война способствовала росту производства, профессионализации вооружённых сил и их концентрации в Риу-Гранди-ду-Сул, строительству дорог и концентрации иммигрантов в южных провинциях, как и усилению власти центрального правительства. Важным обстоятельством для последующей истории страны стало то, что война вывела армию на политическую арену. Офицеры поняли, что война выявила отсутствие опыта и организации в армии, в чём они обвиняли гражданских чиновников. На протяжении последующих десятилетий офицеры-реформисты, стремясь модернизировать армию, перешли к острой критике политической структуры Бразилии как преграды к модернизации.

## Республиканское движение

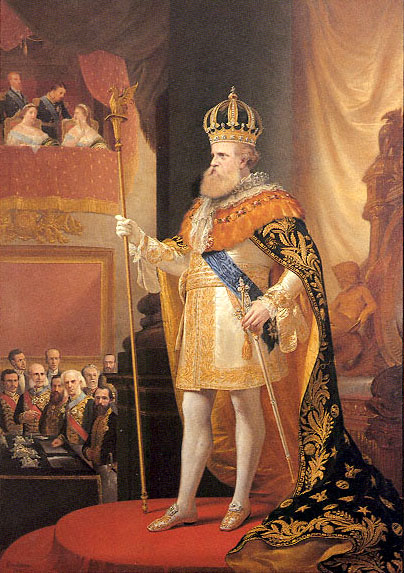
Педру II в регалиях на открытии Всеобщего собрания (картина маслом Педру Америку).

Конец войны совпал с возрождением республиканства: в это время либералы нашли новый путь к популярности. После краха в 1867 году недолгой мексиканской монархии Максимилиана, Бразилия оставалась единственной латиноамериканской монархией. Значительный экономический рост Аргентины в 1870-х и 1880-х служил эффективной рекламой республиканской системы правления. Республиканская пропаганда развернулась в провинциях, особенно Сан-Паулу и Риу-Гранди-ду-Сул, где люди не верили в выгоды от императорской политики. Республиканский манифест 1870 года провозглашал: «Мы находимся в Америке и мы хотим быть американцами. Монархия враждебна интересам американских государств и будет непрерывным источников конфликтов с соседями».
Республиканцы требовали отмены рабства, чтобы стереть пятно с Бразилии, которая осталась единственной рабовладельческой страной (кроме испанской Кубы) на полушарии. Не то чтобы они считали рабство позорным с моральной точки зрения, но оно оказывало неприятное впечатление на европейцев. Отмена рабства, произошедшая в 1888 году, не означала, что либералы хотели глубокой социальной реформы или хотели создать демократическое общество. Их аргументы против рабства были скорее из области эффективности, чем этики. Получив власть, республиканцы ввели жёсткую систему социального контроля над рабочей силой.
Бразильская социальная система функционировала через переплетённую сеть патронажа, фамильных взаимоотношений и дружбы. Государственные учреждения, капиталистическая экономика, церковь и армия развились в «паутине патронажа», контакты и протекция, вместо способностей человека, определяли успех фактически на всех должностях, человек не мог существовать в бразильском обществе без друзей и семьи. Такая социальная система была очень гибкой в реформировании себя самой.

### Кризис церкви
В 1870-х и 1880-х кризис проник в каждый из трёх столпов императорского режима — церковь, армию и рабовладельческую систему. Вместе эти кризисы показали неспособность режима приспосабливаться к изменениям этих основ. В 1870-х Рим начал оказывать давление на бразильскую католическую церковь, чтобы та согласилась с консервативными реформами Первого Ватиканского Собора, которые усилили власть папы, провозгласив его наивысшим авторитетом в делах веры и морали. Эти усилия Рима по объединению церкви по всему миру противоречили императорскому контролю церкви в Бразилии. Корона унаследовала «патронаду», или право духовного патронажа, от своих португальских предшественников. Это право передавало государству контроль над церковью, которую имперские власти рассматривали как часть государства. Хотя некоторые церковнослужители высказывали республиканские настроения и раньше, широкий церковно-государственный кризис возник только в середине 1870-х из-за римских усилий по европеизации церкви.

### Кризис в армии

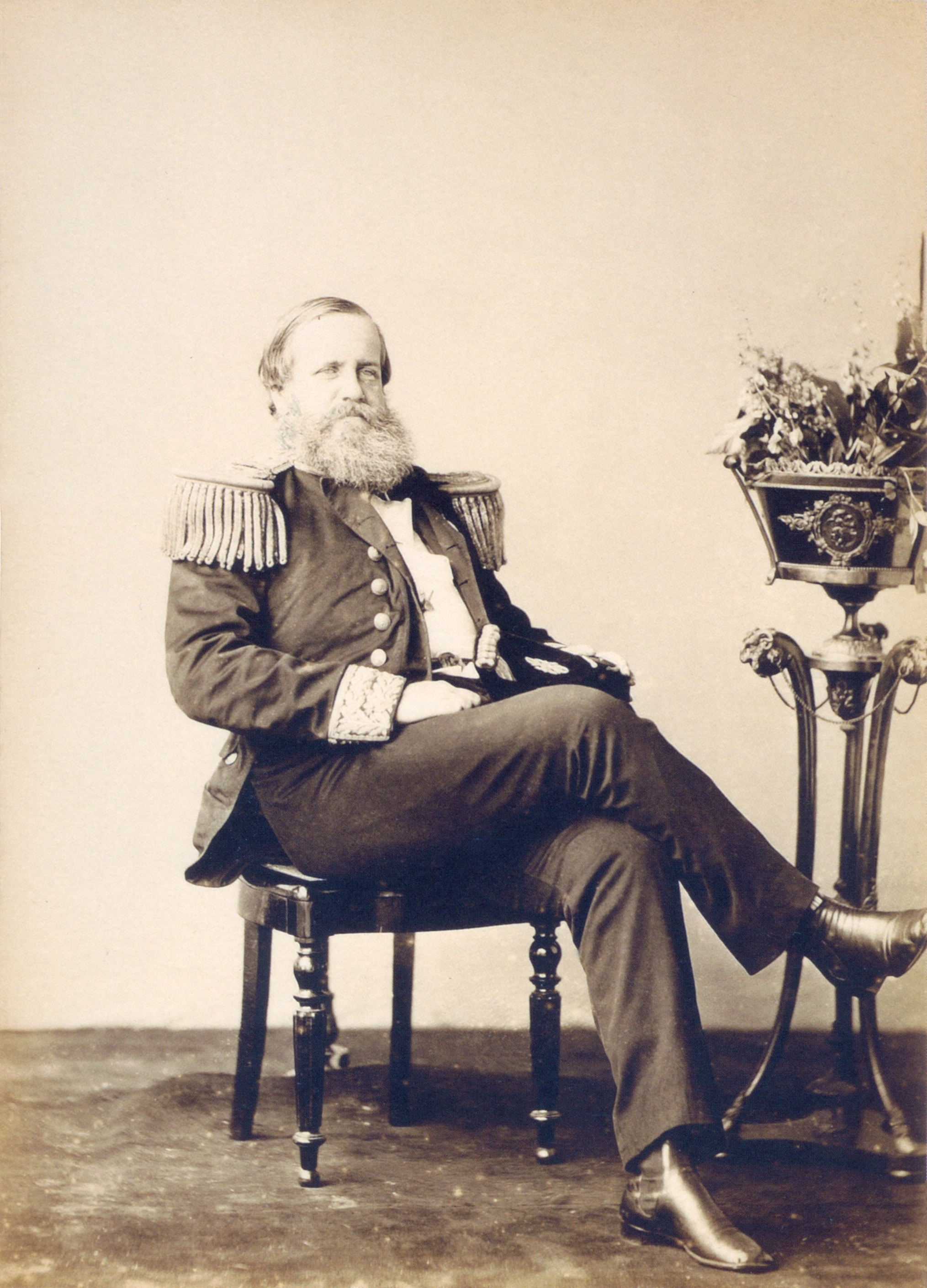
Педру II в адмиральском мундире, 1870 год.

Значение кризиса в армии очевидно, поскольку правительство потеряло её поддержку. После парагвайской войны (1864—1870) монархия безразлично относилась к армии, которую гражданская элита не замечала как угрозу. Финансовые проблемы 1870-х упростили продвижение по службе, жалование было маленьким, и офицеры жаловались даже на необходимость платить в фонд вдов из их мизерного жалования. К солдатам плохо относились в обществе, дисциплина была основана на батоге, а обучение казалось бесцельным. Политические партии были так же равнодушны к армии, как и правительство к вопросам военной реформы, к обязательной военной службе, лучшему вооружению и повышению жалования и статуса. На протяжении 1870-х годов недовольство сдерживалось уменьшением роли национальной гвардии, неудачной, но хорошо принятой попыткой улучшить систему обеспечения и, особенно, службой в кабинете отличившихся в боях военных, в частности герцога Кашиаса в должности премьер-министра (1875-78) и маршала Мануэля Луиса Осирио, маркиза Эрвала в должности министра обороны (1878). Но последний умер в 1879 году, а Кашиас через год после него, после чего военными лидерами стали офицеры, менее лояльные трону. Ряды младших офицеров были заполнены представителями среднего класса, которые вступили в армию, чтобы получить образование и сделать военную карьеру. Они больше думали, чем их предшественники, о социальных изменениях, которые открыли бы больше возможностей для мелкой буржуазии.
Офицерский корпус не был единым в отношении к власти, самая старшая группа, которая помогла пресечь региональные восстания 1830-х и 1840-х и пережила Войну Тройственного альянса, была достаточно лояльной существующей системе. Младшие офицеры не принимали участия в войнах, но имели лучшее образование, они не были привязаны к старому режиму и были недовольны отсутствием карьерного роста и состоянием армии в мирное время.
Бразильская политическая традиция позволяла офицерам занимать государственные должности, таким образом стирая разделение на военных и гражданских. Как депутаты парламента, офицеры активно критиковали правительство, в 1880-х они принимали участие в провинциальной политике, выступали на публике и принимали участие в газетных дебатах. В 1884 году гражданский министр обороны попробовал запретить офицерам публичные выступления, но наказание офицеров, которые нарушали это правило, привело к волне протестов во главе с фельдмаршалом Мануэлом Деодору да Фонсека (порт. Manuel Deodoro da Fonseca) и генералом Жозе Антонио Коррейя ди Камара, которые вынудили министра уйти в отставку в феврале 1887 года, и падению кабинета в марте 1888.

### Подписание закона об отмене рабства. Восстание

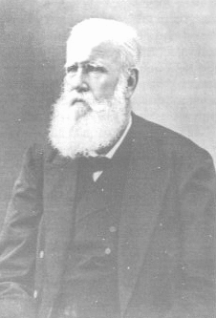
Фотография дона Педру II в старости.

На фоне церковного и военного кризиса проблема рабства значительно подточила поддержку элиты. Члены Либеральной и Консервативной партий вышли из той же социальной группы, собственники плантаций составляли половину обеих партий, остальные были бюрократами и лицами свободных профессий. Идеологические различия между партиями были минимальны, но фракционная и личная конкуренция в их границах усложняли партиям приспособление к изменениям социальной и экономической ситуации. В результате последнее десятилетие империи было отмечено значительной политической нестабильностью. Между 1880 и 1889 было десять кабинетов министров (семь в первые пять лет) и трижды — парламентские выборы, парламент ни разу не был способен отработать весь свой срок. Частое использование сдерживающей власти вызвало протесты, даже среди традиционных монархистов.
Отношение к рабству постепенно менялось, Педру II уже был на стороне отмены рабства, во время войны Тройственного альянса рабы, служившие в армии, были освобождены. В 1871 году кабинет Риу-Бранку принял закон, освобождающий новорождённых, который требовал от владельца кормить их до возраста восьми лет, когда правительство могло освободить их за компенсацию или владелец мог использовать их как рабочую силу до 21 года. В 1884 закон освободил рабов в возрасте старше шестидесяти лет. К 1880-м география рабства также изменилась и экономика стала меньше зависеть от него. Из-за освобождения (по большей части с условием остаться на плантациях) и частых побегов рабов, их общее число в стране снизилось с 1,24 млн в 1884 до 723 тысяч в 1887, большая часть рабов теперь была на производящем кофе юге вместо производящего сахар севера. Но даже плантаторы в Сан-Паулу, где доля рабов в населении снизилась с 28,2 % в 1854 до 8,7 % в 1886, понимали необходимость новой системы организации труда. Провинциальные власти активно начали субсидирование и поощрение иммигрантов. Между 1875 и 1887 около 156 тыс. человек прибыло в Сан-Паулу. Тем временем спрос на дешёвых работников на плантациях сахарного тростника северо-востока был удовлетворён за счёт жителей сертана, которые бежали от разрушительной засухи 1870-х.

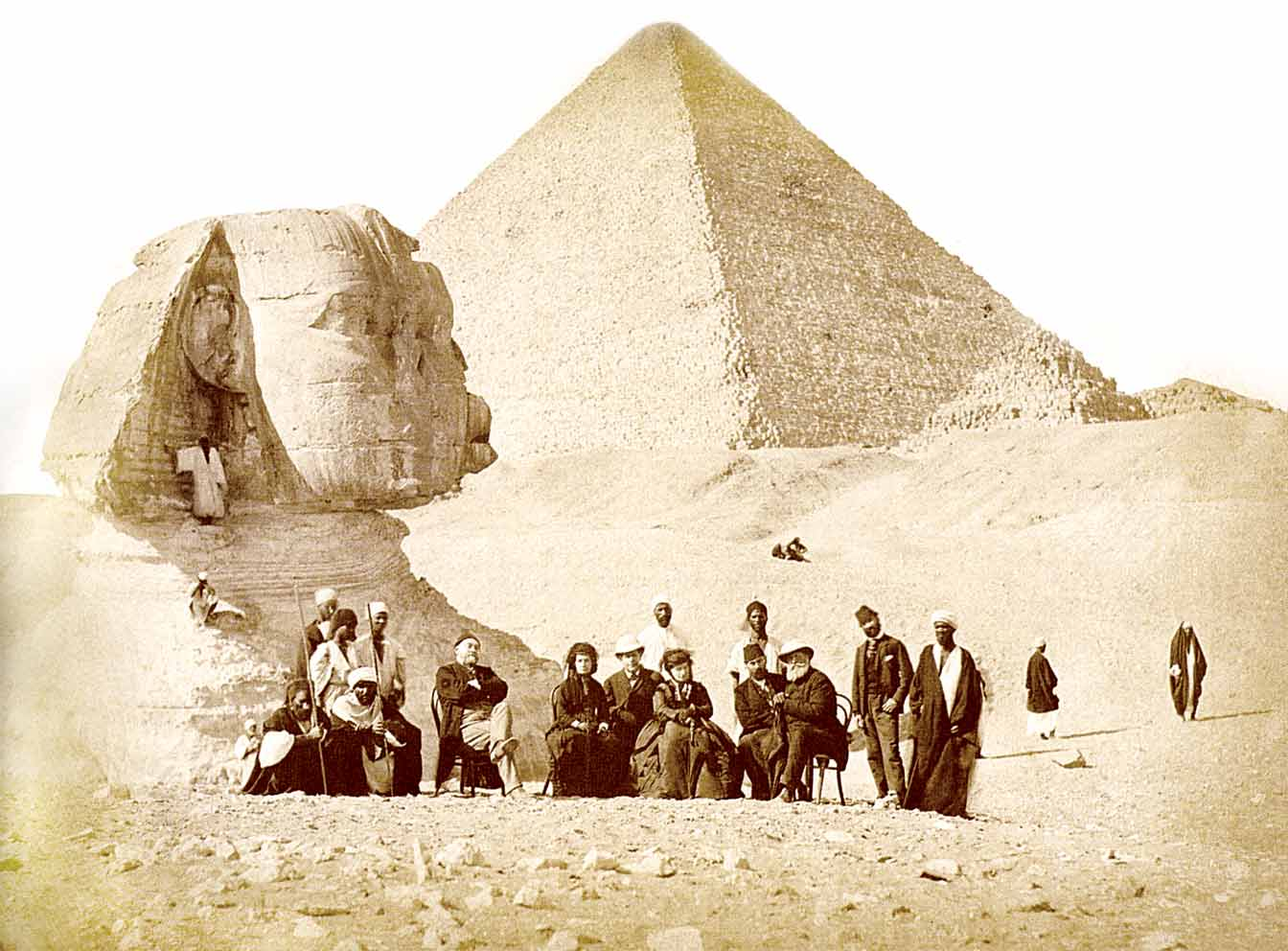
Огюст Мариетт (сидит, крайний слева) и Педру II (сидит, крайний справа) в Египте.

Экономическая картина также изменялась — освобождённый от инвестиций в рабов капитал вкладывался в железные дороги, другой транспорт, торговлю и промышленность. В определённой мере эти инвестиции обеспечивали защиту от нестабильности сельского хозяйства.
Тем временем рабы оставляли плантации в больших количествах и активное подполье поддерживало беглецов. Во время отсутствия императора армейские офицеры подали петицию принцессе-регентше Изабелле с просьбой освободить их от обязанности преследования беглых рабов. Фельдмаршал Деодору да Фонсека, командующий в Риу-Гранди-ду-Сул, объявил в начале 1887 года, что армия «должна выступить за отмену рабства». Собрание Сан-Паулу подало петицию парламенту для непосредственной отмены рабства. Бразилия оказалась на грани социальной революции, хотя даже плантаторы понимали, что отмена рабства была путём к избежанию хаоса.
Дочь Педру, принцесса Изабелла, предприняла последнюю попытку спасти монархию — она отменила рабство в стране, но было уже поздно. 13 мая 1888 года в отсутствие императора, который находился на лечении в Европе, ставшая на это время регентом Изабелла подписала составленный министром земледелия Антониу да Силва Праду закон об отмене рабства — «Золотую буллу». Экономика быстро оправилась после нескольких потерянных урожаев, и лишь небольшое число плантаторов закончили банкротством. Рабство закончилось, но плантации выжили, как и классовое общество. Многие из бывших рабов остались на плантациях в тех же условиях, получая мизерную заработную плату. К ним присоединялись волнами иммигранты, которые часто находили условия невыносимыми и перемещались в города или возвращались в Европу. Не было установлено никакой организации, которая бы занималась улучшением жизни бывших рабов, они были оставлены внизу социальной структуры, где их потомки остаются и в XXI веке. Новые тюрьмы, построенные после 1888 года, вскоре наполнились бывшими рабами, поскольку общество стало использовать другие формы общественного контроля, в частности, переквалифицировав преступления.

### Республиканский переворот
Но отмена рабства уже не спасла монархию. Империя пала, поскольку элите она больше не была нужна для защиты своих интересов, имперская централизация не выполняла требования местной автономии. Республиканцев привлекал федерализм, в котором некоторые видели путь противостояния олигархам, которые использовали патронаж, чтобы остаться при власти. В ранней республике, тем не менее, олигархи легко приспособились и использовали накопленные власть и опыт для управления новой государственной системой. Воспользовавшись правительственными кризисами 1888 и 1889 годов и неудовлетворённостью среди армейских офицеров, республиканцы выступили за революционные изменения вместо постепенных, за которые выступал фельдмаршал Фонсека.
15 ноября 1889 года республиканцы начали восстание в Рио-де-Жанейро. Вооружённая демонстрация, требовавшая смены кабинета, быстро переросла в переворот, который сверг императора Педру II, когда республиканцы объявили о низложении Педру. В этой революции участвовало очень небольшое количество лиц, однако они действовали очень решительно. 16 ноября Педру II отрёкся от престола. Смена строя произошла бескровно. К императорской семье отнеслись с должным уважением, но предложили покинуть страну. Уже на другой день свергнутый император отплыл в Португалию.
5 декабря 1891 года Педру скончался в Париже от пневмонии. В 1921 году останки императора и его жены были возвращены на родину, а в 1939 году окончательно упокоились в Императорском мавзолее кафедрального собора в Петрополисе.

## Награды

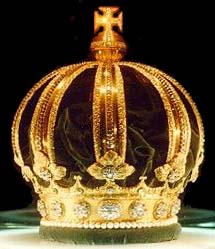
Корона Бразильской Империи, которой был коронован Педру.

Император являлся Великим магистром бразильских орденов:
- Орден Христа[118]
- Орден Святого Бенедикта Ависского[118]
- Орден Сантьяго и меча[118]
- Орден Южного Креста[118]
- Орден Педру I[118]
- Орден Розы[118]

Был награждён большим количеством наград разных стран:
- Орден Святого апостола Андрея Первозванного, Орден Святого Александра Невского, Орден Белого орла, Орден Святой Анны I степени и Орден Святого Станислава I степени[119].
- Большой крест Королевского венгерского ордена Святого Стефана[119].
- Большой крест бельгийского ордена Леопольда I[119].
- Большой крест румынского ордена Звезды Румынии[119].
- Рыцарь датского ордена Слона[119].
- Большой крест ордена Святого Януария Королевства Обеих Сицилий[119].
- Большой крест ордена Святого Фердинанда «За заслуги» Королевства Обеих Сицилий[119].
- Большой крест французского ордена Почётного легиона[119].
- Большой крест греческого ордена Спасителя[119].
- Большой крест нидерландского Орден Нидерландского льва[119].
- Большой крест испанского ордена Золотого руна[119].
- Рыцарь британского ордена Подвязки[120].
- Большой крест Мальтийского ордена[119].
- Большой крест Ордена Святого Гроба Господня[119].
- Большой крест Константиновского ордена святого Георгия[119]
- Большой крест португальского ордена Непорочного зачатия девы Марии Вилла-Викозской[119].
- Большой крест португальского ордена Башни и Меча[119].
- Большой крест прусского ордена Чёрного орла[119]
- Кавалер итальянского Высшего ордена Святого Благовещения[119].
- Большой крест шведского ордена Серафимов[119].
- Большой крест шведского ордена Полярной звезды[119].
- Турецкий орден Меджидие I класса[119].

## Семья
В 1843 он женился на Терезе Кристине, принцессе Обеих Сицилий (1822—1889), дочери Франциска I. У них родились две дочери и два сына:
- Афонсу (1845—1847)
- Изабелла (1846—1921), кронпринцесса, регент Бразилии. Вышла замуж за принца Гастона Орлеанского (1842—1922), графа д’Э.
- Леопольдина (1847—1871), вышла замуж за принца Августа Саксен-Кобург-Готского (1842—1922).
- Педру (1848—1850).